# Aurore Jean
Pour les articles homonymes, voir Jean.
Aurore Jean, née Aurore Cuinet le 25 juin 1985 à Besançon, est une fondeuse française. Spécialiste du sprint, elle mesure 1,75 m pour 61 kg.

## Biographie
Membre du club SC Grandvaux, elle fait ses débuts officiels en 2004 puis internationaux en 2005 lors des Championnats du monde junior. 
Sa première participation à la Coupe du monde se déroule le 16 décembre 2006, à La Clusaz. En 2008, après avoir marqué son premier point dans la Coupe du monde à Canmore (30e), elle devient vice-championne du monde chez les moins de 23 ans lors du dix kilomètres classique.
Elle obtient son premier top dix en Coupe du monde en mars 2010 au sprint libre d'Oslo (8e), puis sa première finale en décembre 2011 à Oberstdorf (6e en style classique) et enfin monte sur son premier podium lors du sprint style libre de Sotchi en février 2013, en terminant à la seconde place derrière l'Américaine Kikkan Randall. Elle rentre ainsi dans le top 20 mondial, et se classe finalement 16e de la Coupe du monde au classement général et 9e du classement général de sprint. Lors du Tour de ski 2013-2014, elle réalise le troisième temps sur l'étape entre Cortina et Toblach, une poursuite sur quinze kilomètres libre.
Aux Jeux olympiques, elle compte trois participations. D'abord à Vancouver, en 2010, sous le nom de Aurore Cuinet, elle se classe 14e sur le 30 kilomètres classique. 
Elle termine également 4e avec le relais français lors de l'édition à Sotchi en 2014 avec Célia Aymonier, Anouk Faivre-Picon et Coraline Hugue en relais, et obtient une 6e place sur le 30 kilomètres libre, son meilleur résultat individuel aux Jeux olympiques.  
À Pyeongchang en 2018, elle obtient une 8e place en sprint par équipes avec sa coéquipière Coraline Thomas Hugue.
En avril 2018, elle met un terme à sa carrière sportive, après un ultime titre de championne de France sur le sprint.
Elle est mariée à l'ex biathlète Frédéric Jean (de).

## Palmarès

### Jeux olympiques
Aurore Jean participe à trois éditions des Jeux olympiques d'hiver, (Vancouver 2010 ; Sotchi 2014 ; Pyeongchang 2018).
| Épreuve / Édition   | Sprint                           | Sprint                           | 10 km                            | 10 km                            | Poursuite / Skiathlon 2 × 7,5 km | 30 km | Relais | Relais   |
| Épreuve / Édition   | libre                            | classique                        | libre                            | classique                        | Poursuite / Skiathlon 2 × 7,5 km | 30 km | Sprint | 4 × 5 km |
| JO 2010 Vancouver   | Épreuve inexistante à cette date | 24e                              | 46e                              | Épreuve inexistante à cette date | 32e                              | 14e   | —      | 6e       |
| JO 2014 Sotchi      | 12e                              | Épreuve inexistante à cette date | Épreuve inexistante à cette date | 29e                              | 18e                              | 6e    | —      | 4e       |
| JO 2018 Pyeongchang | Épreuve inexistante à cette date | 46e                              | 22e                              | Épreuve inexistante à cette date | 23e                              |       | 8e     | 12e      |

Légende :
- : pas d'épreuve
- — : Non disputée par Jean

### Championnats du monde
Elle a jusqu'à ce jour, participé à quatre éditions: en 2009 à Liberec, en 2011 à Oslo, en 2013 à Val di Fiemme et en 2015 à Falun.
Son meilleur résultat individuel est une douzième place au sprint en 2009 et une sixième place en relais en 2013.
| Épreuve / Édition           | Sprint                           | Sprint                           | 10 km                            | 10 km                            | Poursuite / Skiathlon 2 × 7,5 km | 30 km   | Relais | Relais   |
| Épreuve / Édition           | libre                            | classique                        | libre                            | classique                        | Poursuite / Skiathlon 2 × 7,5 km | 30 km   | Sprint | 4 × 5 km |
| Mondiaux 2009 Liberec       | 25e                              | Épreuve inexistante à cette date | Épreuve inexistante à cette date | Abandon                          | —                                | —       | 12e    | —        |
| Mondiaux 2011 Oslo          | 31e                              | Épreuve inexistante à cette date | Épreuve inexistante à cette date | —                                | 39e                              | Abandon | —      | 13e      |
| Mondiaux 2013 Val di Fiemme | Épreuve inexistante à cette date | 22e                              | 21e                              | Épreuve inexistante à cette date | 13e                              | —       | —      | 6e       |
| Mondiaux 2015 Falun         | Épreuve inexistante à cette date | —                                | —                                | Épreuve inexistante à cette date | —                                | —       | —      | 8e       |

Légende :
- : pas d'épreuve
- — :  Épreuve non disputée par la fondeuse

### Coupe du monde
- Meilleur classement général : 16e en 2013.
- Meilleur classement en sprint : 9e en 2013.
- 1 podium individuel : 1 deuxième place.
- 1 podium sur une étape de tour : 1 troisième place.

#### Classements par saison
| Saison / Épreuve | Saison / Épreuve | Général | Général | Distance | Distance | Sprint | Sprint | Tour de ski depuis 2007 | Finales depuis 2008              | Nordic Opening depuis 2011       |
| ---------------- | ---------------- | ------- | ------- | -------- | -------- | ------ | ------ | ----------------------- | -------------------------------- | -------------------------------- |
| Saison / Épreuve | Saison / Épreuve | Class.  | Points  | Class.   | Points   | Class. | Points | Tour de ski depuis 2007 | Finales depuis 2008              | Nordic Opening depuis 2011       |
| 2008             | 2008             | 100e    | 3       |          |          | 78e    | 3      | —                       | —                                | Épreuve inexistante à cette date |
| 2009             | 2009             | 71e     | 25      |          |          | 50e    | 25     | —                       | —                                | Épreuve inexistante à cette date |
| 2010             | 2010             | 57e     | 103     | 72e      | 15       | 30e    | 88     | —                       | —                                | Épreuve inexistante à cette date |
| 2011             | 2011             | 46e     | 118     | 34e      | 67       | 59e    | 19     | 23e                     | —                                | 39e                              |
| 2012             | 2012             | 38e     | 196     | 50e      | 38       | 22e    | 158    | 31e                     | 40e                              | 56e                              |
| 2013             | 2013             | 16e     | 438     | 29e      | 133      | 9e     | 213    | 20e                     | 11e                              | 60e                              |
| 2014             | 2014             | 28e     | 227     | 28e      | 94       | 37e    | 65     | 15e                     | 29e                              | 35e                              |
| 2015             | 2015             | 68e     | 29      | 51e      | 20       | 69e    | 9      | Abandon                 | Épreuve inexistante à cette date | 27e                              |
| 2018             | 2018             | 71e     | 44      | 57e      | 30       | 59e    | 14     | Abandon                 | —                                | —                                |

Légende :
- — : Épreuve non disputée par Aurore Jean
- : pas d'épreuve

### Championnats du monde des moins de 23 ans
- Médaille d'argent sur le dix kilomètres classique en 2008 à Malles.

### Coupe OPA
- 4e du classement général en 2007.
- 7 podiums, dont 3 victoires.

### Championnats de France
Championne de France Elite dont :
- Longue distance : 2017
- Sprint : 2012 - 2013 - 2018
- Mass-start : 2013
- Poursuite : 2017
- Relais : 2013